# Bitwa pod Yungay
Bitwa pod Yungay – starcie zbrojne, które miało miejsce 20 stycznia 1839 r. w trakcie wojny Chile ze zjednoczonymi w jedno państwo Peru i Boliwią (1837–1839).
W roku 1836 prezydent Boliwii generał Andrés de Santa Cruz usunął ze stanowiska prezydenta Peru Agustina Gamarrę i objął w kraju rządy dyktatorskie zawiązując federację peruwiańsko-boliwijską. Federacji przeciwstawiło się Chile, wypowiadając jej wojnę w listopadzie 1836 r. Rok później do Peru wkroczył chilijski admirał Encalada, który na czele 2800 ludzi pomaszerował do miejscowości Arequipa. Po oblężeniu miasta przez siły federacji, Chilijczycy skapitulowali w dniu 17 grudnia 1837 r.
Działania wojenne wznowiono w roku 1838 wysłaniem przez Chile kolejnej ekspedycji do Peru liczącej 5400 ludzi dowodzonych przez generała Manuela Bulnesa. Chilijczykom tym razem towarzyszył obalony prezydent Agustín Gamarra.  Dnia 10 lipca 1838 r. Chilijczycy wylądowali w Ancon. W tym samym czasie na północy kraju wybuchło powstanie przeciwko Andrésowi de Santa Cruz. Doszło do walk, w wyniku których Chilijczycy zajęli Limę, tworząc rząd tymczasowy.
Dnia 20 stycznia 1839 r. wojska Bulnesa w sile 4000 ludzi napotkały silnie umocnione pozycje wojsk federacji pod Yungay na północ od Limy. Siły te liczyły 7000 żołnierzy. Po ostrzale artyleryjskim Chilijczycy ruszyli do ataku, przełamując obronę przeciwnika. Wojska federacji, składające się w większości z Indian wycofały się w nieładzie tracąc 1400 zabitych oraz 1600 rannych. Straty Chilijczyków wyniosły 1500 zabitych i rannych. Po tej porażce Santa Cruz zbiegł do Ekwadoru. Federacja przestała istnieć.

Flaga Konfederacji Peruwiańsko-Boliwijskiej